# 青葉アルコール
青葉アルコール（あおばアルコール、leaf alcohol）は不飽和アルコールの1つ。京都大学の武居三吉により緑茶の香り成分として発見・命名された。
化学式は C6H12O、分子量は 100.16。IUPAC命名法では (Z)-3-ヘキセン-1-オールまたは cis-3-ヘキセン-1-オールとなる。CAS登録番号は 928-96-1。
融点 −61 – −62 ℃、沸点 156 ℃の無色の液体で、青臭い特有の香気を有する。名前からも分かるとおり、野菜など植物の青臭い香りの主成分であるが、ストレスに対する植物の防御機構に関わっていると見られている。木の葉やハーブ油にも含まれ、香水などの原料として工業生産されている。
酸化されるとcis-3-ヘキセナールを生じる。cis-3-ヘキセナールの異性体、trans-2-ヘキセナールは青葉アルデヒドと呼ばれる。これらは青葉アルコールよりも強い香気を持ち、同様に香水に用いられる。

## 異性体
異性体の trans-2-ヘキセノール (trans-2-hexen-1-ol) のことも青葉アルコールと呼ぶこともあり、こちらも香料として用いられる。
trans-2-ヘキセノールは沸点 156–158 ℃の無色透明の液体で、cis 体と比べてリンゴに近いフルーティーな香気を有する。CAS登録番号は 928-95-0。